# Arpinder Singh
Arpinder Singh (ur. 30 grudnia 1992) – indyjski lekkoatleta, trójskoczek, rekordzista kraju.
Bez powodzenia startował na mistrzostwach świata juniorów młodszych (2009) i mistrzostwach świata do lat 19 (2010). Srebrny medalista juniorskich mistrzostw Azji w Hanoi (2010). Trzy lata później zdobył brąz podczas azjatyckiego czempionatu w Pune, a w 2014 stanął na najniższym stopniu podium igrzysk Wspólnoty Narodów.
Złoty medalista mistrzostw Indii.
Rekord życiowy: 17,17 (8 czerwca 2014, Lucknow) rekord Indii.
W roku 2021 został laureatem nagrody Arjuna Award.

## Osiągnięcia
| Rok  | Impreza                               | Miejsce     | Lokata            | Wynik  |
| ---- | ------------------------------------- | ----------- | ----------------- | ------ |
| 2009 | Mistrzostwa świata juniorów młodszych | Bressanone  | el. – 22. miejsce | 14,20  |
| 2010 | Mistrzostwa Azji juniorów             | Hanoi       | 2. miejsce        | 16,13  |
| 2010 | Mistrzostwa świata juniorów           | Moncton     | el. – 17. miejsce | 15,31  |
| 2013 | Mistrzostwa Azji                      | Pune        | 3. miejsce        | 16,58  |
| 2014 | Igrzyska Wspólnoty Narodów            | Glasgow     | 3. miejsce        | 16,63  |
| 2014 | Igrzyska azjatyckie                   | Incheon     | 5. miejsce        | 16,41  |
| 2017 | Mistrzostwa Azji                      | Bhubaneswar | 4. miejsce        | 16,33w |
| 2018 | Puchar interkontynentalny             | Ostrawa     | 3. miejsce        | 16,59  |